# Alto Alegre do Maranhão
Alto Alegre do Maranhão – miasto i gmina w Brazylii, w Regionie Północno-Wschodnim, w stanie Maranhão.  
Według danych ze spisu ludności w 2010 roku gmina liczyła 24 599 mieszkańców, co dało gęstość zaludnienia 64,18 osób/km². Dane szacunkowe z 2019 roku podają liczbę 27 053 mieszkańców. 
Gmina graniczy od północy z gminami São Mateus do Maranhão i Coroatá, od wschodu z Coroatá, od zachodu z São Luiz Gonzaga i Bacabal, a od południa z Coroatá i São Luiz Gonzaga.